# クルト・シュシュニック
クルト・アロイス・ヨーゼフ・ヨハン・エドラー・シュシュニック（ドイツ語: Kurt Alois Josef Johann Edler Schuschnigg、1897年12月14日 - 1977年11月18日）は、オーストリアの政治家。1938年にオーストリア第一共和国がナチス・ドイツに併合されると、逮捕・拘束された。
一般にはフォン・シュシュニック (von Schuschnigg) の姓で知られるが、オーストリアでは1919年に貴族制度を「フォン」の名乗りに至るまで廃止したため、現在では "von" は付けずに呼ぶのが通例である。

## 来歴

### 政治家

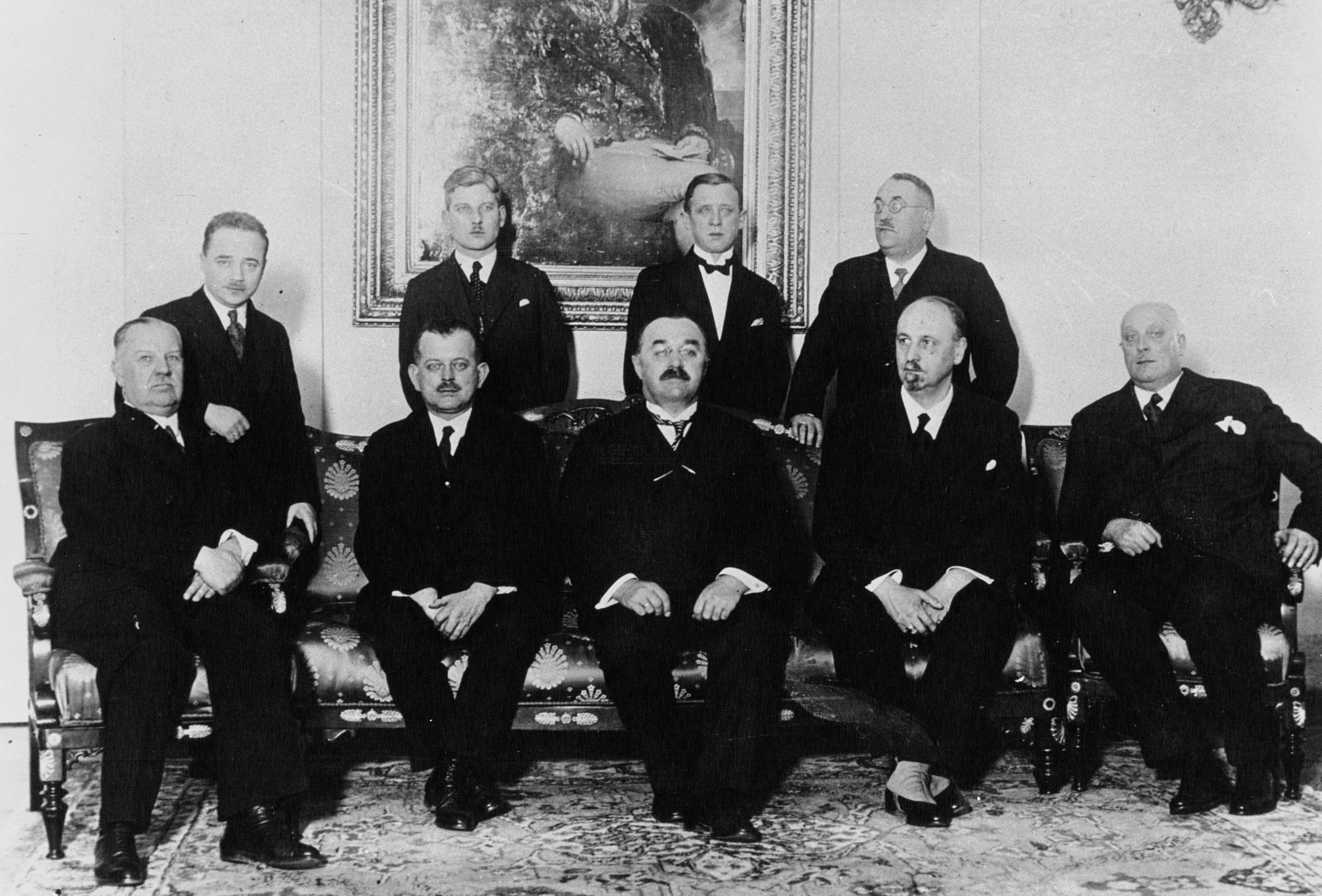
ブレシュ内閣（後列左から2人目がシュシュニック）

シュシュニックはオーストリア＝ハンガリー帝国のトレント近郊リーヴァ・デル・ガルダ（南チロル、第一次大戦後はイタリア領）で生まれ、フェルトキルヒのステラマテュティナ、フライブルク大学、インスブルック大学で法学を学ぶ。第一次世界大戦ではオーストリア＝ハンガリー帝国軍に従軍し、戦後の1924年にインスブルックで弁護士事務所を開業した。
1919年以来、シュシュニックはキリスト教保守団体に所属し、政治活動を行った。1926年にヘルマ・マゼーラと結婚し、同年に息子クルトをもうけるが、1935年に自動車事故でヘルマと死別する。1927年にキリスト教社会党から出馬し国民議会議員に選出され、1930年には護国団への懐疑的立場から独自の武装組織を設立する。
1932年にカール・ブレシュ内閣の法務大臣として入閣する。エンゲルベルト・ドルフース内閣でも引き続き法相を務め、1933年には教育大臣を兼任する。11月10日に戒厳令が布告されたことに伴い、翌11日に廃止されていた死刑制度を復活させた。1934年に2月内乱が発生すると、シュシュニックは減刑を求める意見を無視して敵対者の死刑を執行したため、ドルフースと共に「労働者の殺人者」と呼ばれるようになった。

### オーストロファシズム

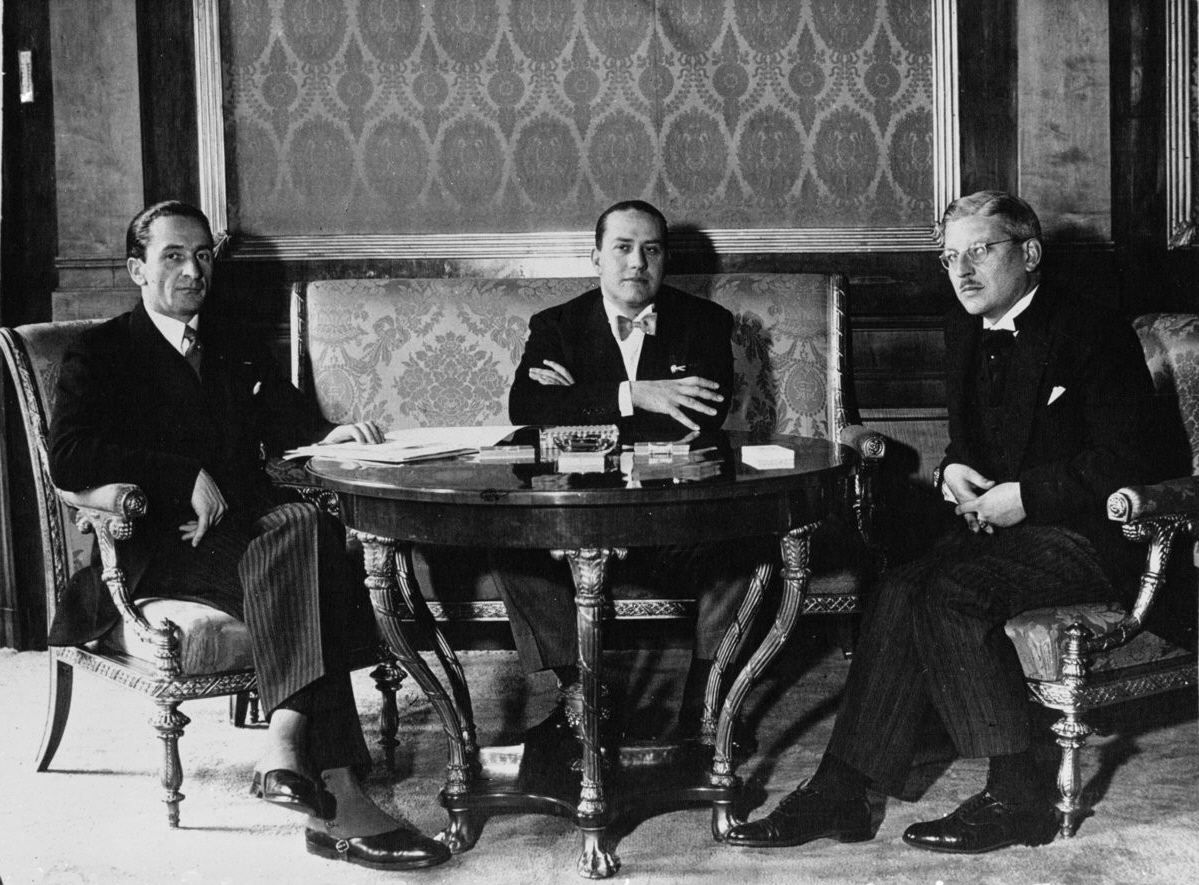
左からシュミット、チャーノ、シュシュニック（1936年11月12日）

1934年7月25日、ドルフースがオーストリア・ナチスに暗殺されると、シュシュニックは7月29日に後任として首相に就任し、オーストロファシズムと呼ばれる独裁体制を構築した。ドルフースが実施した国民議会の停止や社会主義者への弾圧を継続し、9月までの間に1万3,338人の政治犯を逮捕し、さらには経済統制を実施した。また、1935年には「オーストリアの評判の保護のための連邦法」を制定して海外メディアの報道を統制し、1936年10月には護国団を解散した。
シュシュニックはドルフースと同様にナチスを嫌悪しており、カトリック保守的なイタリアのベニート・ムッソリーニに依存していたが、第二次エチオピア戦争でイタリアが国際的に孤立すると、ナチス・ドイツのアドルフ・ヒトラーの圧力が増してきた。そのため、1936年7月11日にドイツとの間で7月合意を締結し、ドイツからオーストリアの主権を認めさせたが、見返りとしてオーストリア・ナチスの政治参加を承認し、ドイツ寄りのエドムント・グライズ＝ホルシュテナウ、グイド・シュミットを無任所大臣、外務大臣として入閣させた。これにより、オーストロファシズムは崩壊を始め、シュシュニック政権は危機感を募らせていく。

### アンシュルス

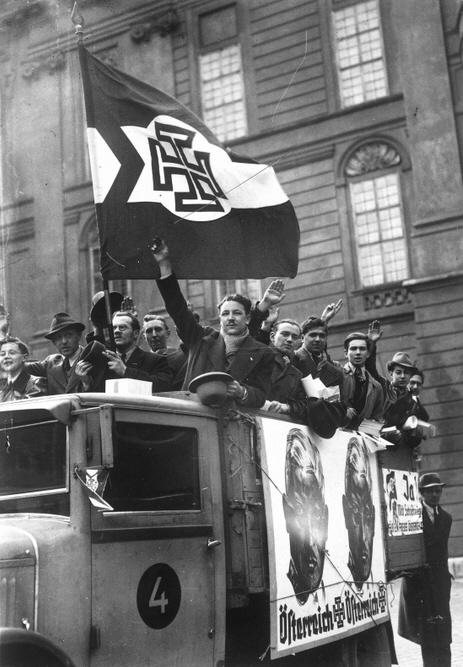
国民投票を呼び掛けるシュシュニックと祖国戦線（1938年3月10日）

1938年2月12日、ベルヒテスガーデンでシュシュニックと会談したヒトラーは、オーストリア・ナチス指導者アルトゥル・ザイス＝インクヴァルトを入閣させるよう強制して、シュシュニックも一旦はこれを受け入れた。一方で、2月24日にシュシュニックはオーストリアの独立維持を呼びかける演説を行い、24歳以上の国民によるドイツとの併合の賛否を問う国民投票を企図した。オーストリアのナチ支持者はほとんど10代か20代前半の若者だったので、その層を投票から排除すれば、併合案は否決されるとシュシュニックは踏んでいた。さらに、ドルフースが非合法化したオーストリア社会民主党とも極秘に交渉して国民投票への協力と引き換えに非合法化の取消を約束した。また、ムッソリーニにこの案の支持を求めたが、ドイツとの関係悪化を恐れるムッソリーニからは賛同は得られなかった。
3月9日、シュシュニックは13日に「ドイツとの合併」か「自主独立」かを選択させる国民投票を実施することを表明し、開票作業には祖国戦線を動員した。ヒトラーはシュシュニックの国民投票案に激怒し、3月10日に国防軍最高司令部総長ヴィルヘルム・カイテルにオーストリア侵攻計画「オットー計画」の発動を命令した。同日、ドイツの侵攻作戦の情報が伝わると、シュシュニックは国民投票の中止を余儀なくされた。
3月11日午前2時頃にドイツ国防軍が国境に出動。オーストリア政府はヒトラーやヘルマン・ゲーリングから国民投票の延期、シュシュニックの首相辞任、ザイス＝インクヴァルトの首相就任、ドイツに秩序維持の援助を求めることを要求された。大統領ヴィルヘルム・ミクラスは拒絶するように命じたが、シュシュニックはドイツとオーストリアに住むドイツ人同士が戦うことは道義的にも実際的（軍事力の差）にも無理があると考えてドイツ政府の要求を呑むことを決めた。同日午後7時にシュシュニックは首相を辞任し、ミクラスは後任としてザイス＝インクヴァルトを首相に任命した。シュシュニックの辞任前の最後の演説は次の通りであった。

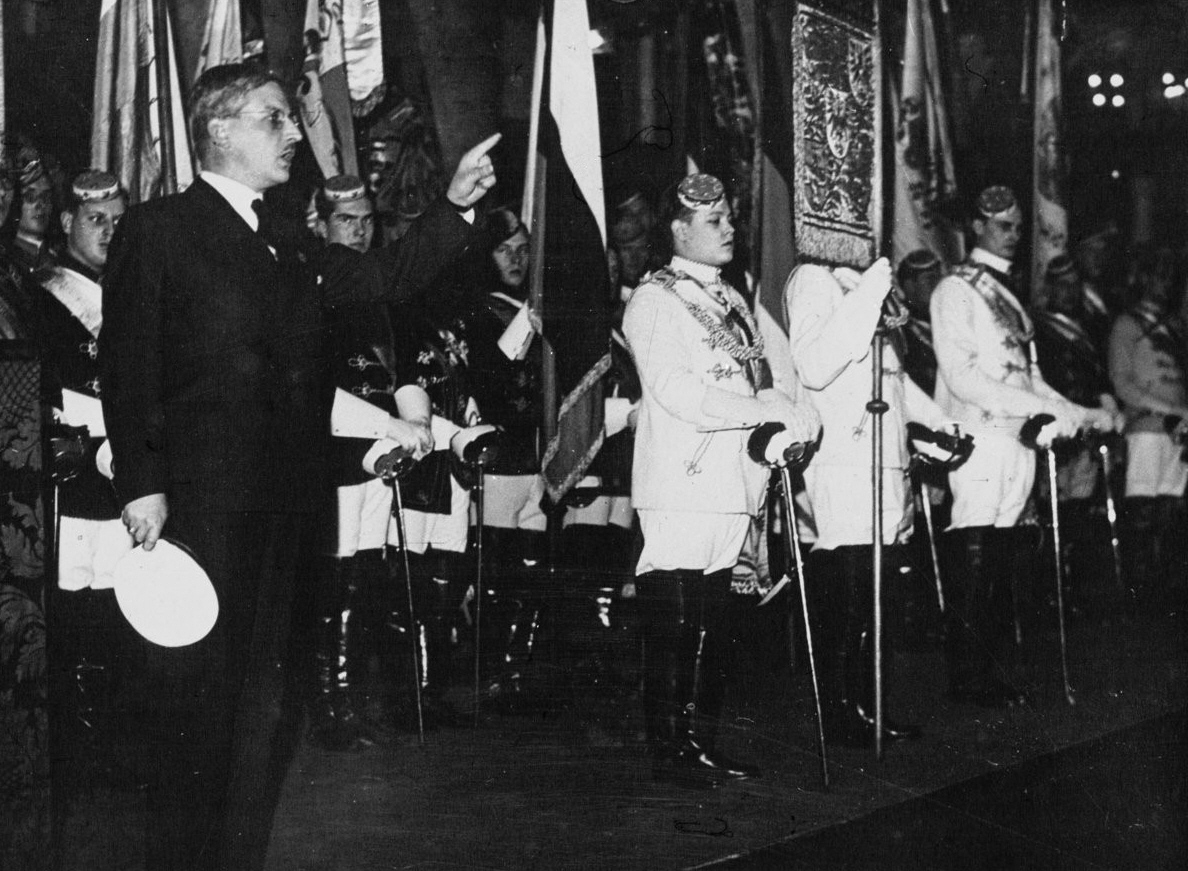
シュシュニック（1936年）

首相となったザイス＝インクヴァルトはただちに、ゲーリングからの指示でドイツ軍にオーストリア進駐を要請した。3月12日午前8時からフェードア・フォン・ボック指揮下のドイツ軍がオーストリアへ無血進駐を開始した。夜には首都ウィーンにドイツ軍が入った。市民はドイツ軍を熱狂的に歓迎した。3月13日にザイス＝インクヴァルトは合併法（第1条で「オーストリアはドイツ国の一州である」と定める）を発布しようとしたが、大統領ミクラスが署名を拒否したため、ザイス＝インクヴァルトの署名だけで合併法が発布された。4月10日にはドイツのオーストリア併合について賛否を問う国民投票（選挙権20歳以上）が実施され、ドイツで99.08%、オーストリアで99.75%の支持票があった。
シュシュニックはハプスブルク家復活による独墺合邦（アンシュルス）を望んでいたとも言われており、ナチスそのものに対しては嫌悪感を抱いていたが、ドイツとオーストリアは将来的には統一されるべきだという信念を抱いていた（これは当時のオーストリアの左右両派に見られた発想であり、決して彼特有のものではない）。このため、ナチス・ドイツに対する強硬策を打ち出すことには躊躇する傾向があったとも言われている。また、オーストリアを自国の衛星国と見ていたムッソリーニが、一転してドイツとの連携強化のためにドイツのオーストリア併合を容認する姿勢に方向転換したことも誤算であった。

### 収容所生活
シュシュニックはウィーンを占領したドイツ軍によって拘束された（ただし、実際にはミクラス大統領は最後まで最後通牒を拒否したため、ドイツ政府の指示を受けたザイス＝インクヴァルトにより職権を剥奪されている）。シュシュニックはしばらく自宅軟禁された後にウィーンのゲシュタポ本部ホテル・メトロポールに収容される。この間、レオポルト・フッガー・フォン・バーベンハウゼンの元妻で収容者のヴェラと再婚し、後に娘エリーザベトをもうけた。
シュシュニックはベルリンに移送され尋問を受けた後、ダッハウ強制収容所に収容され、1941年にザクセンハウゼン強制収容所に移された。ザクセンハウゼン強制収容所では高位の収容者として比較的優遇され、収容所には自宅の家具が持ち込まれ、食事の際には毎日ワインが用意された。また、ヴェラは収容所から外出する際には他の収容者を同行させることを許可され、息子クルトは収容所から近くの学校に通学していた。
1945年4月24日、シュシュニックは家族やマルティン・ニーメラーら高位収容者と共にザクセンハウゼン強制収容所から避難させられた。4月30日にニーダードルフに到着し、他の収容者と共に親衛隊に処刑されそうになるが、陸軍大尉ヴィヒャルト・フォン・アルフェンスレーベンによって助け出され、5月4日にアメリカ軍に引き渡された。シュシュニックは他の収容者と共にカプリ島に移送されるが、ヒトラーと対立して収容生活を送っていたシュシュニックは戦犯として訴追されず、そこで解放されている。

### 晩年
戦後はアメリカ合衆国に移住して市民権を取得し、1948年から1967年までセントルイス大学で政治学の教授を務めた。この間の1959年に妻ヴェラと死別している。シュシュニックは終始反省の念を持たず、自身の行為とオーストロファシズムを正当化していた。
1968年にオーストリアに帰国、以降は政界に復帰することはなくチロルに隠棲し、1977年にインスブルックで死去した。